# Lom, Strakonice
Lom là một làng thuộc huyện Strakonice, vùng Jihočeský, Cộng hòa Séc.